# Самооцінка

Карикатурне зображення самооцінки. Не будучи умовно привабливим через своє ожиріння (1), зразковий суб'єкт, проте, вважає себе таким (2), хоча і з деякими застереженнями (?).

Самооці́нка, елемент самосвідомості, що характеризується емоційно насиченими оцінками самого себе як особи, власних здібностей, етичних якостей і вчинків; важливий регулятор поведінки. Самооцінка визначає взаємини людини з її оточенням, її критичність, вимогливість до себе, відношення до успіхів і невдач. Тим самим самооцінка впливає на ефективність діяльності людини і розвиток її особи.
Самооцінка – психологічно особистісне утворення, яке надає людині можливість оцінити свій фізичний та духовний стан,  свої можливості, спрямованість, активність, суспільну значущість, свої відносини із зовнішнім світом, іншими людьми та соціальними групами. Самооцінка є обов’язковою умовою реалізації самоконтролю та самовдосконалення як важливих форм самокерованої поведінки.

## Компоненти самооцінки
Самооцінка складається, по-перше, під впливом тих оцінок, які дають людині інші люди. Людина схильна оцінювати себе так, як, на її думку, вона оцінюється оточуючими. Зневага до такого роду «зовнішньої» оцінки рідко буває щирою, людина так чи інакше її враховує. По-друге, самооцінка формується в результаті зіставлення образу реального «Я» (якою людина бачить сама себе) з образом ідеального «Я» (якою людина бажає себе бачити). Високий ступінь збігу між цими утвореннями відповідає гармонійному душевному складу особи. Самооцінка залежить також від того, якою мірою людина відчуває себе таким, що належить до значущої для нього соціальної групи.

## Формування
У формуванні самооцінки на ранніх ступенях розвитку дитини велику роль грають оцінки тих, що оточують, оскільки на аналіз власної діяльності вона ще не здатна. Оцінки з боку дорослих є важливою умовою збереження дитиною емоційного благополуччя. Надалі, у міру накопичення досвіду дедалі більшого значення в поведінці починає набувати оцінка результатів власної діяльності. Стійка самооцінка, що постійно формується, певною мірою звільняється від оцінок тих, що оточують, стає самостійним регулятором поведінки дитини. Іноді виникає розбіжність між самооцінкою і оцінками з боку тих, що оточують. У більш дорослому віці, якщо ці оцінки вищі за самооцінку, то розбіжність між ними може стати чинником, що стимулює розвиток особи, коли людина прагне досягти рівня оцінки тих, що оточують. У дитячому та юному віці, навпаки, при недостатньо сформованій власній самооцінці, демотивуюче оточення може нести згубний вплив і сформувати занижену самооцінку.